# رودیگر هنین
رودیگر هنین (انگلیسی: Rüdiger Henning؛ ۵ نوامبر ۱۹۴۳ – ۲ اکتبر ۲۰۲۴) قایقران روئینگ اهل آلمان بود.
وی در مسابقات کشوری و بین‌المللی در مجموع برندهٔ ۳ مدال طلا و ۱ مدال نقره شد.
 هنین در ۲ اکتبر ۲۰۲۴، در سن ۸۰ سالگی درگذشت.